# コタイ東駅
コタイ東駅（コタイひがしえき）は、中華人民共和国マカオ特別行政区コタイに位置するマカオLRTタイパ線の駅。中国名に従い「路氹東駅」と称されることもある。

## 歴史
- 2019年12月10日: 開業[1]。

## 隣の駅
マカオLRT
■タイパ線
東亜運駅 - コタイ東駅 - 科大駅